# 三橋修
三橋 修（みはし おさむ、1936年11月27日- 2015年12月29日）は、日本の社会学者、和光大学名誉教授、元学長。差別論が専門。

## 来歴
東京生まれ。東京大学文学部社会学科卒業。和光大学人間関係学部教授、学長を務め、2007年名誉教授。
麻原彰晃の三女の入学を拒否した際の学長だったため、責められたこともある。

## 著書
- 『差別論ノート』新泉社 1973
- 『翔べない身体 身体性の社会学』三省堂 1982
- 『<コンチクショウ>考 江戸の心性史』日本エディタースクール出版部 1992
- 『明治のセクシュアリティ 差別の心性史』日本エディタースクール出版部 1999
- 『作家は何を嗅いできたか―におい、あるいは感性の歴史』現代書館2009年

共著
- 『日本の社会科学と差別理論』石田雄共著 明石書店 1994

翻訳
- W.L.ウォーナー、N.F.ホール『新しい社会と人間像』椙岡良之共訳 日本生産性本部 1964
- テツオ・ナジタ『Doing思想史』平野克弥、笠井昭文、沢田博共訳 みすず書房 2008